# Шрамана

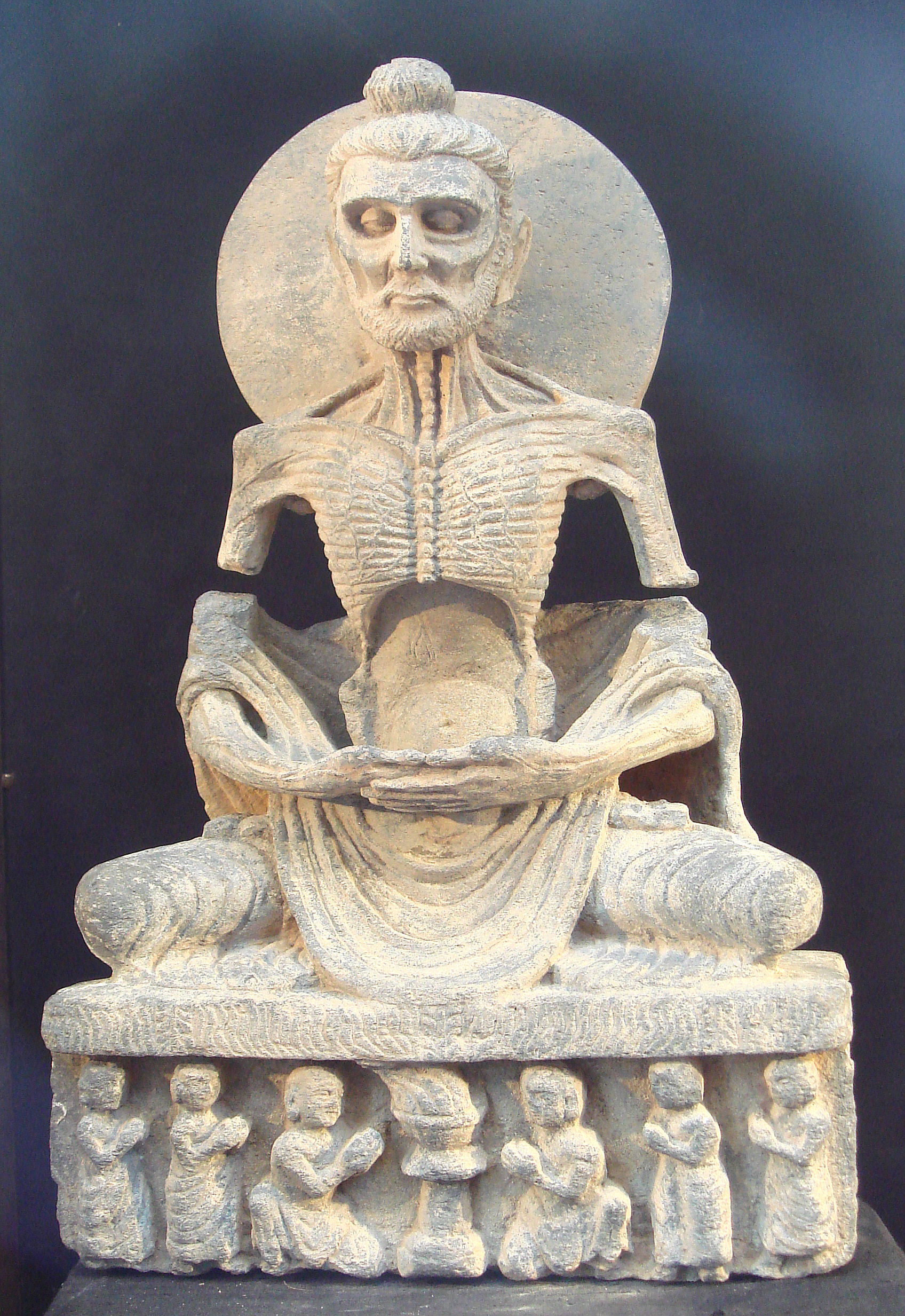
Шраман Сіддгартха Ґаутама медитує і поститься перед тим як стати буддою.

Шрама́на («Той, хто старається») — аскети-ченці в Індії 6 — 3 століття до Р. Х.
Шрамани були основоположниками індійської філософії. Вони започаткували традицію логіко-дискурсивного обґрунтування висновків тих чи інших теоретичних положень, запровадили практику релігійно-філософських диспутів, були уособленням індуїстського вільнодумства. Конфліктували з ортодоксальними брагманами, жили громадами, займалися йогою, утворювали школи. Більшість шраманських шкіл вимерли; деякі з них перетворилися на буддистські та джайністські релігійно-філософські течії. Відомими шраманами були Сіддгартха Ґаутама й Магавіра.

## Короткі відомості
Шрамана — це той, хто відмовився від світу й веде строге аскетичне життя з метою духовного вдосконалення й звільнення. Типовий для шрамана світогляд стверджує, що люди несуть відповідальність за свої вчинки і пожнуть добрі чи погані плоди своїх дій. Тому звільнення може досягти будь-хто, незалежно від касти, віри, кольору чи культури, якщо зуміє докласти зусиль. Причиною й витоком усіх страждань є цикл перенароджень самсара, а мета кожної людини — вирватися з цього кола. Шрамани заперечували роль ритуалів та церемоній, характерних для інших індійських релігій засобів досягнення цієї мети, а наголошували на важливості особистої поведінки та аскетичного життя.
Слово шрамана походить від санскритського śram, що означає зусилля, виснажлива праця.
Шраманський рух існував ще до 6-го століття до нової доби, можливо, навіть у часи Індської цивілізації, але особливого піднесення він набув у часи Махавіри та Будди. Шрамани обрали альтернативний до ведичних ритуалів шлях, відмовившись також від родинного життя. Для них характерні три типи діяльності: аскетичне виснажування свого тіла, медитація та філософія. Їхні погляди розходилися з поглядами брахманських громад, але вони часто залучали до своїх рядів деяких брахманів, таких як Чанак'я та Шаріпутра.
Махавіра та Гаутама Будда очолювали шраманські об'єднання. Як свідчить література джайнів та Палійський канон буддистів у ті часи існували також інші шраманські лідери.
Гаутама вважав, що доведений до крайнощів аскетизм і самоумерщвлення не потрібні й не корисні на шляху до просвітлення, рекомендуючи середній шлях між крайнощами гедонізму та аскези. Девадатта, двоюрідний брат Гаутами, вимагав суровішої практики, чим спричинив розкол у буддійському русі. Послідовники Махавіри продовжували практику постів та інших самообмежень.
Шраманський мандрівний стиль життя почав змінюватися зі становленням буддизму: буддійські ченці поселялися в монастирях, спочатку на сезон дощів, поступово осідаючи назавжди. В середньовічному джайнізмі традиція мандрів пішла на спад також, але знову відновилася в 19 ст..

## Філософія
Індійська філософія складається із шраманського та ведичного потоків, які весь час співіснували й впливали один на іншого. Шрамани притримувалися песимістичного погляду на самсару, яка видавалася їм сповненою страждань. Вони вірили в ахімсу (ненасилля) та строгу аскезу. Вони вірили в карму й мокшу, вважаючи перенародження небажаним. Ведичні школи навпаки притримувалися оптимістичного світогляду. Вони вірили в дієвість ритуалів та пожертвувань, виконаних привілейованою групою людей, здатних покращити життя, улестивши певного бога. Шраманські заклики до відмови від бажань і до самітного життя вступали в контраст із брахманістськими ідеями до активності та діяльності. Ведисти проповідували, що людина народилася із обов'язком вивчати Веди, розмножуватися і виховувати синів, а також приносити пожертвування. Тільки в кінці свого життя вона отримує право медитувати щодо таємниць світу.
Спільний базис шраманських філософій складають наступні вірування та думки
- Заперечення бога-творця та бога, наділеного всемогутністю
- Заперечення Вед, як откровень
- Віра в карму та перенародження, самсару, переселення душ (пізніше ця віра перейшла в індуїзм, що замінив брахманізм)
- Віра в очищення душі й можливості досягнення мокші через ахімсу, об'єднання зі світовою свідомістю і строгий аскетизм
- Заперечення необхідності пожертвувань, ритуалів та очищення
- Заперечення кастової системи.